# Carrhotus decoratus
Carrhotus decoratus är en spindelart som först beskrevs av Benoy Krishna Tikader 1974.  Carrhotus decoratus ingår i släktet Carrhotus och familjen hoppspindlar. Inga underarter finns listade.